# Anna F.
Anna F., pseudonimo di Anna Wappel (Friedberg, 18 dicembre 1985), è una cantante austriaca.
Ha esordito nel 2009 con i singoli Time Stands Still e Most of All, pubblicati in Austria, seguiti dall'album ...For Real, diffuso dall'etichetta discografica Moerder Music. Il disco ha ottenuto un ottimo successo, raggiungendo il terzo posto nella classifica degli album più venduti in Austria, e ha permesso alla cantante di realizzare un tour tra l'Austria e la Germania, dal quale è stato tratto l'album dal vivo Live from the Mushroom.
La sua popolarità è giunta fino in Italia nel 2014 grazie al singolo DNA, entrato nella top20 della classifica italiana. Il brano ha accompagnato la pubblicazione del suo secondo disco di inediti, King in the Mirror, pubblicato dall'etichetta discografica Island Records.

## Discografia

### Album in studio
- 2010 – ...For Real
- 2014 – King in the Mirror

### Album dal vivo
- 2010 – Live from the Mushroom

### Singoli
- 2009 – Time Stands Still
- 2009 – Most of All
- 2010 – I Don't Like You
- 2013 – DNA
- 2014 – Too Far
- 2015 – Friedberg